# Зубов, Александр Александрович
Алекса́ндр Алекса́ндрович Зу́бов (8 мая 1934, Москва — 19 октября 2013, там же) — советский и российский антрополог, один из основоположников антропологической одонтологии в СССР и России. Доктор исторических наук.

## Биография
В 1960 году окончил МГУ им. М. В. Ломоносова (биолого-почвенный факультет, кафедра антропологии), в 1960—1963 годах — аспирант кафедры антропологии. Защитил кандидатскую диссертацию по биологическим наукам «Некоторые антропологические аспекты морфологии постоянных больших коренных зубов современного человека». С 1963 года работал в Институте этнографии АН СССР. В 1970 году защитил докторскую диссертацию «Антропологическая одонтология как источник информации исторического характера». По совместительству в 1960—1980-е годы — приглашённый преподаватель ЛГУ.

## Научная деятельность
Главный научный сотрудник ИЭА РАН, доктор исторических наук (1971), профессор. Сфера научных интересов — антропологическая одонтология, антропогенез и общая теория эволюции, финно-угроведение, происхождение коренного индейского населения Америки, использование антропологических материалов в практике судебно-медицинской экспертизы. Организатор и участник ряда антропологических экспедиций.
Подготовил 4 докторов и 12 кандидатов наук.
Заслуженный деятель науки РФ, ветеран труда.

## Научные труды

### Монографии
- Зубов А. А. Люди Огненной Земли. — М.: Географгиз, 1961. — 40 с. — (Народы земного шара).
- Зубов А. А. Человек заселяет свою планету. — М.: Географгиз, 1963. — 175 с.
- Зубов А. А. Одонтология. Методика антропологических исследований. — М.: Наука, 1968.
- Зубов А. А. Некоторые данные одонтологии к проблеме эволюции человека и его рас, 1968
- Зубов А. А. Этническая одонтология. — М.: Наука, 1973. — 200 с.
- Зубов А. А. Одонтоглифика: (Закономерности вариаций микрорельефа коронки моляров человека). — М.: Наука, 1973. — 12 с. — (Доклады Советской делегации/ IX Междунар. конгресс антропол. и этногр. наук. (Чикаго, сент. 1973)).
- Зубов А. А. Колумбы каменного века: как заселялась наша планета. — М. : АСТ-Пресс, 2011. — 288 с. — (Проект «Наука и мир»). — ISBN 978-5-462-01198-6.
- Зубов А. А. Становление и первоначальное расселение рода «Homo». — СПб.: Алетейя, 2011. — 223 с. — (Историческая книга). — ISBN 978-5-91419-371-0.

### Статьи
- Зубов А. А. Тенденции эволюции человечества // Расы и народы. 1982. Вып. 12. С. 70-89
- Зубов А. А. Магистрализация и демагистрализация в ходе эволюционного процесса // Вопросы антропологии. 1985. Вып. 75. С. 14-27.
- Зубов А. А. Эволюция рода Homo от архантропа до современного человека // Итоги науки и техники. Антропология. Т. 2. М., 1987. С. 93-143.
- Зубов А. А. Дискуссионные вопросы антропогенеза // «Человек». 1997. № 1.
- La antropología dental y la práctica forense // Maguare (Bogotá, Colombia), 1998. № 13. P. 243—254.
- Comparative taxonomic analysis of the dental morphology of some ethnic groups belonging to the Ugric branch of Finno-Ugric languages // Acta Ethnographica Hungarica. Budapest. 1998. V. 42 (3-4). P. 299—303.
- Зубов А. А. Биолого-антропологическая характеристика коренного доевропейского населения Америки // Население Нового света: проблемы формирования и социокультурного развития. М., 1999. С. 11-66.
- Зубов А. А. Первые гоминиды // На путях биологической истории человечества. 2002. Т. 1. С. 9-56.
- Зубов А. А. Дифференциация древнего человечества в палеолите-мезолите Европы // Расы и народы. М., 2004. Вып. 30. С. 15-45.
- Зубов А. А. Палеоантропологическая родословная человека. М., 2004